# LHS 292
LHS 292 is een vlamster met een magnitude van +15,784 in het sterrenbeeld Sextant met een spectraalklasse van M6.5V.